# واتوما (ویسکانسین)
واتوما، ویسکانسین  (به انگلیسی: Wautoma) شهری در شهرستان واشار ایالت ویسکانسین است که در سال ۱۹۰۱ بنیان‌گذاری شده‌است. این شهر طبق سرشماری سال ۲۰۱۰ میلادی ۲٬۲۱۸ نفر جمعیت داشته‌است.